# Fondazione Stauffer
Fondazione Stauffer, è un centro di ricerca e formazione privato per la musicologia. Costituita nel 1970 a Cremona per volontà dell'imprenditore italo-svizzero Walter Stauffer, la Fondazione ha lo scopo di favorire e sostenere l'alta formazione musicale per strumentisti ad arco, l'insegnamento della liuteria tradizionale cremonese e la ricerca in ambito musicologico.

## Storia

### La donazione di Walter Stauffer
La Fondazione Stauffer nasce il 29 luglio 1969 da una donazione di 100 milioni in buoni del tesoro fatta da Walter Stauffer al Comune di Cremona. La donazione serviva all'acquisto di un immobile che ospitasse le varie realtà finalizzate all'istruzione degli studi liutari, facendo tesoro della liuteria tradizionale cremonese a partire dai grandi liutai Andrea Amati, Antonio Stradivari e Giuseppe Guarneri del Gesù. Le istituzioni da insediare nell'immobile dovevano essere:
- la Scuola di Liuteria;
- il Museo Stradivariano;
- la Scuola di Musica;
- la Scuola di Paleografia musicale;
- l'eventuale Facoltà di Musicologia;
- la Biblioteca Gaetano Cesàri;
- un convitto per ospitare gli studenti.

L'immobile scelto fu il palazzo Raimondi-Bellomi che all'epoca erano stati donati dalla famiglia Bellomi-Boccaccio a due istituti del comune di Ostiano. L'acquisto venne completato il 27 luglio 1970 e successivamente il 19 ottobre 1970 venne sottoscritto l'atto che costituiva il "Centro di Musicologia Walter Stauffer", che porta il nome del suo fondatore Walter Stauffer.

### Il Centro di Musicologia Walter Stauffer
L'atto di fondazione del Centro di Musicologia fu stipulato alla presenza di Ennio Zelioli Lanzini e Giovanni Lombardi, il primo ex Presidente del Senato e il secondo ex Sindaco di Cremona e Senatore, a sostegno dell'importanza che aveva l'iniziativa di Walter Stauffer. La necessità di istituire il Centro di Musicologia era sorta per garantire che le finalità della donazione iniziale fossero rispettate dal Comune di Cremona e, per rafforzare il supporto, all'atto di fondazione del Centro furono accreditati altri 100 milioni di lire. Il successivo testamento di Walter Stauffer assegnava al Centro ulteriore liquidità e beni in Italia, Svizzera e Germania, in modo da rendere autosufficiente l'istituzione. Le rendite dei beni servivano a finanziare le borse di studio per facilitare il soggiorno a Cremona di giovani studenti che aspiravano allo studio musicale e di liuteria. Le borse di studio sono ancora erogate e sono rivolte a finanziare gli studenti della Scuola di Liuteria e del Dipartimento di Musicologia e Beni Culturali.

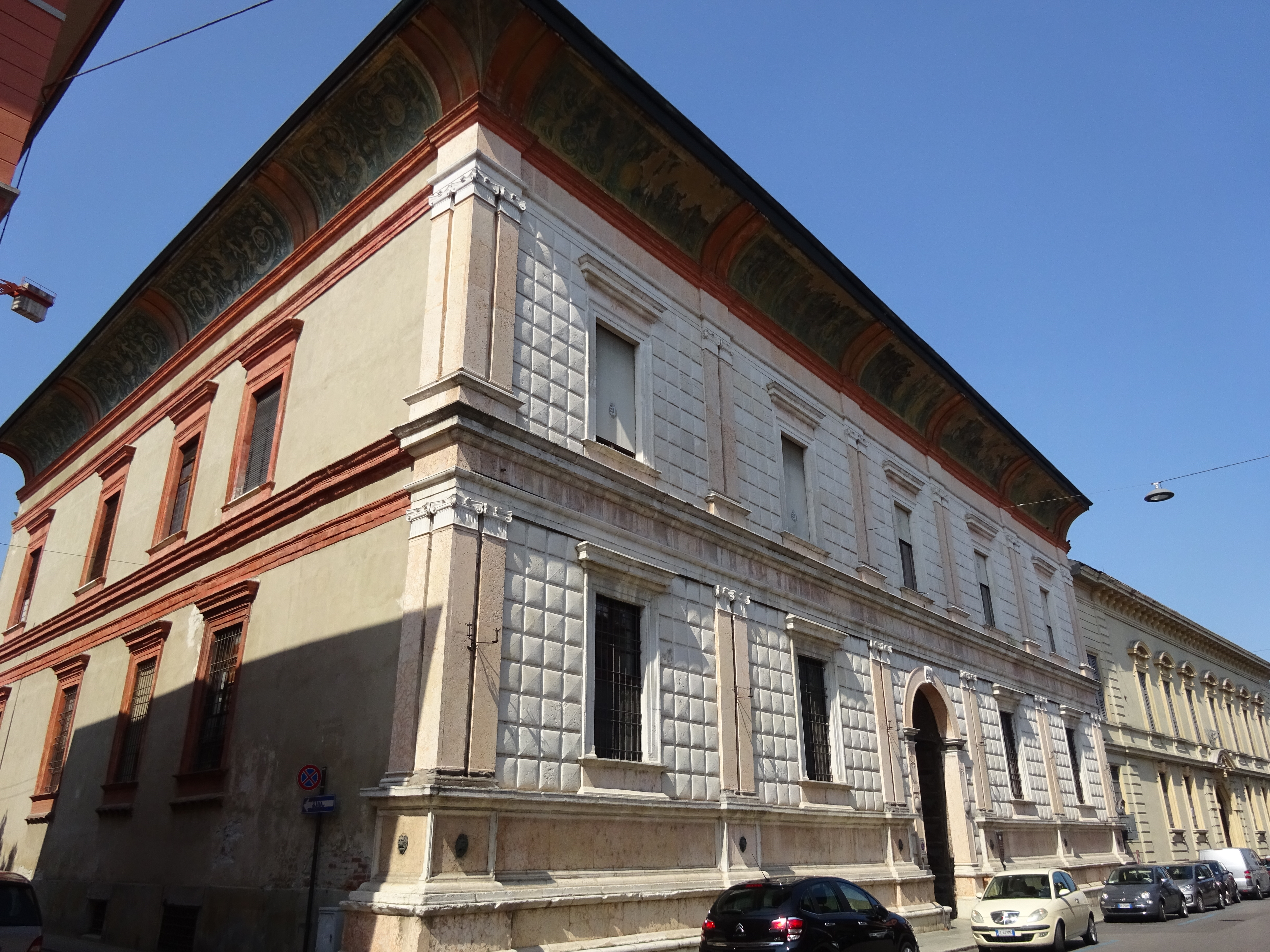
Palazzo Raimondi, sede istituzionale della Fondazione Stauffer e del Dipartimento di Musicologia e Beni Culturali.

I lavori per la sede a Palazzo Raimondi-Bellomi iniziarono nel settembre 1972, nel frattempo Walter Stauffer sostenne l'iniziativa di Raffaello Monterosso per ospitare la Scuola di Paleografia e Filologia Musicale nel complesso assieme alla Biblioteca Gaetano Cesàri. Successivamente un rappresentante del Centro di Musicologia Walter Stauffer venne invitato nel Consiglio della Scuola di Liuteria, mentre nel 2013 il Centro è tra i fondatori della Fondazione del Museo Stradivariano chiudendo il cerchio delle volontà di Walter Stauffer. 

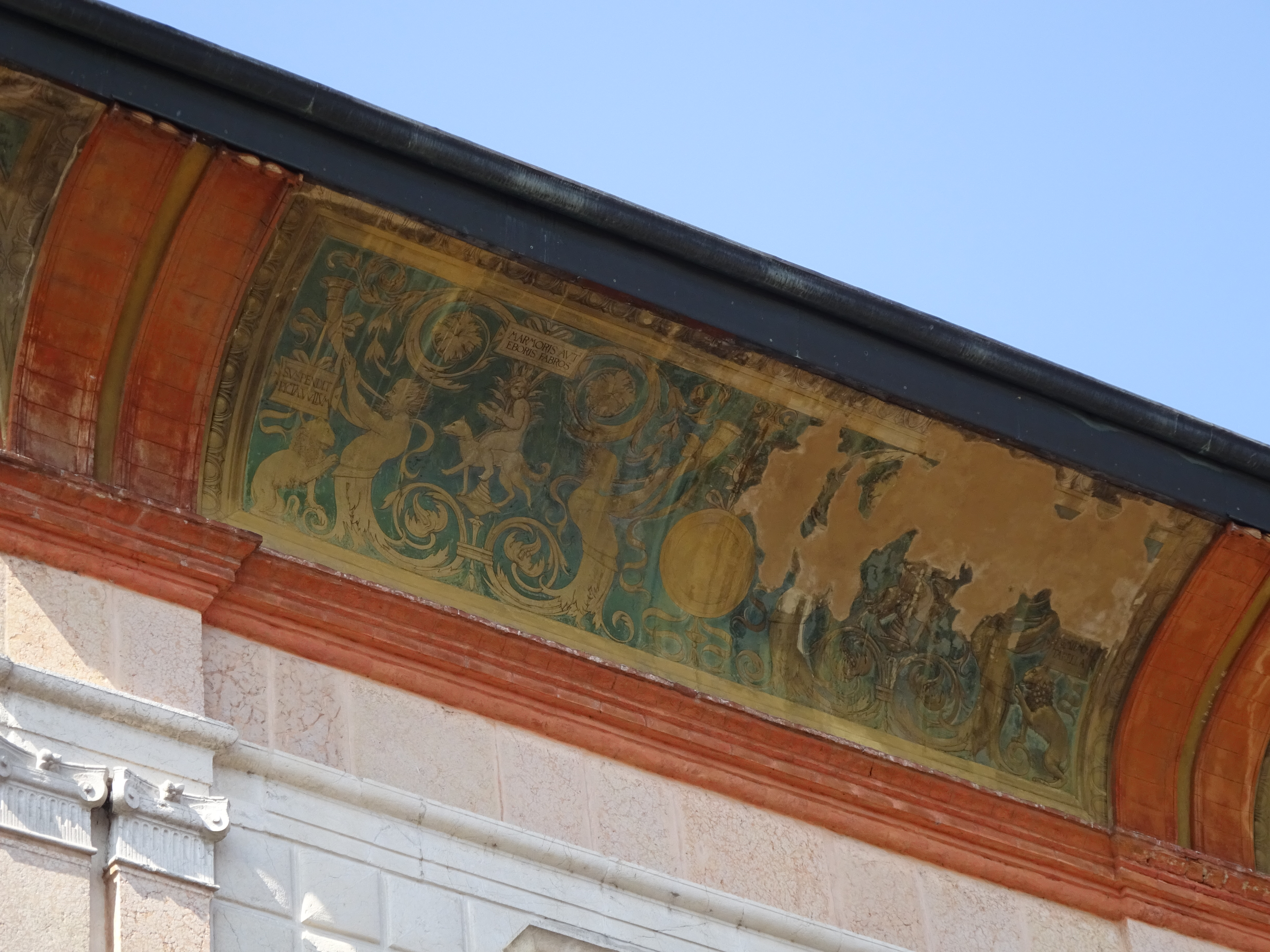
Palazzo Raimondi, particolare degli affreschi sul cornicione della facciata su Corso Garibaldi.

### Fondazione Stauffer
Con la morte di Walter Stauffer nel 1974, il presidente del Centro di Musicologia divenne l'amico e notaio di una vita Giuseppe Gambaro che ricoprirà la carica fino al 1989. Il ruolo che svolse Gambaro fu duplice: da una parte adempiere alle finalità della Fondazione e dall'altro preservare il patrimonio ereditato dai lasciti di Stauffer. I primi anni furono dedicati a definire quali aziende della Stauffer Spa mantenere e quali dismettere, in un regime di grande economia per riservare la massima disponibilità alle iniziative, alle borse di studio e alla sistemazione della sede. Durante il suo mandato fu completata la ristrutturazione della sede del complesso Raimondi-Bellomi, e la fornitura di strumenti musicali e tecnici sia per la Scuola di Liuteria che per il Dipartimento di Paleografia e Filologia Musicale. Vennero introdotti dal 1974 corsi integrativi di violoncello, di intaglio e plastica, oltre all'erogazioni di nuove borse di studio per la Scuola di Liuteria. Nel frattempo venivano finanziate le pubblicazioni di musicologi, la cui raccolta sarà acquisita nel 1991 dalla biblioteca del Dipartimento di Paleografia e Filologia Musicale diventando il Fondo Stauffer. La Fondazione finanzierà negli anni attività come la Cooperativa Editoriale Liutaria fondata da Gio Batta Morassi e manifestazioni come il Festival Claudio Monteverdi della Fondazione Teatro Ponchielli, di cui la Fondazione Stauffer è socio fondatore.
Nel 1986 Gambaro, su suggerimento di Andrea Mosconi, istituì all'interno della Fondazione Stauffer l'Accademia Stauffer con lo scopo di formare i musicisti di strumento ad arco.
Giuseppe Gambaro, per la gestione della Fondazione, viene insignito della Medaglia d'oro ai benemeriti della cultura e dell'arte nel 1988.
Negli anni successivi alla gestione Gambaro, la Fondazione ha continuato a crescere contando, nel 2013, di un bilancio di 3 milioni di euro, con cui finanzia tutte le attività e i corsi completamente gratuiti per gli studenti ammessi dell'Accademia Stauffer, la copertura dei costi di materiale della Scuola di Liuteria, e il finanziamento dell'Orchestra da Camera Italiana.    

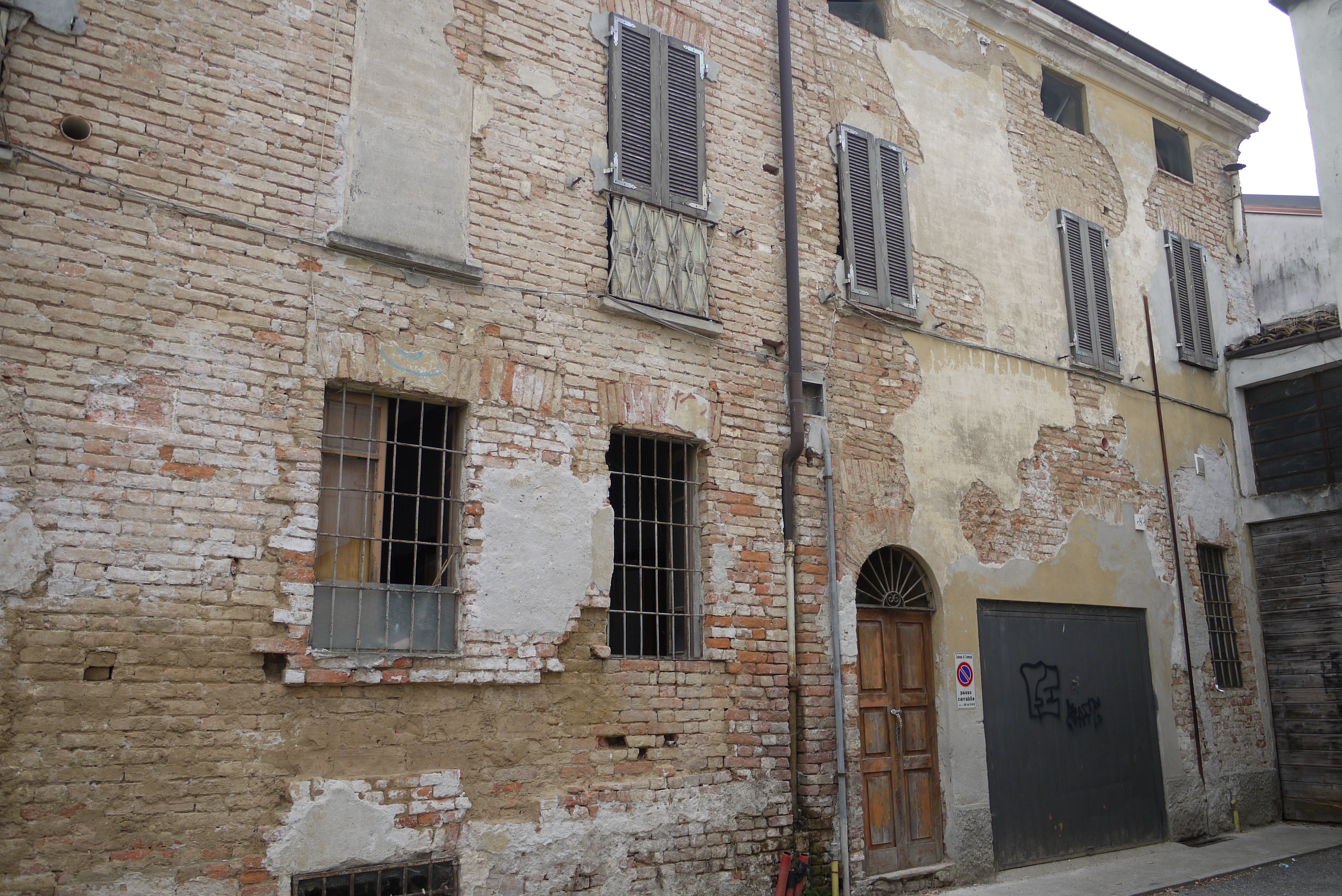
Palazzo Stauffer nel 2013 prima del restauro

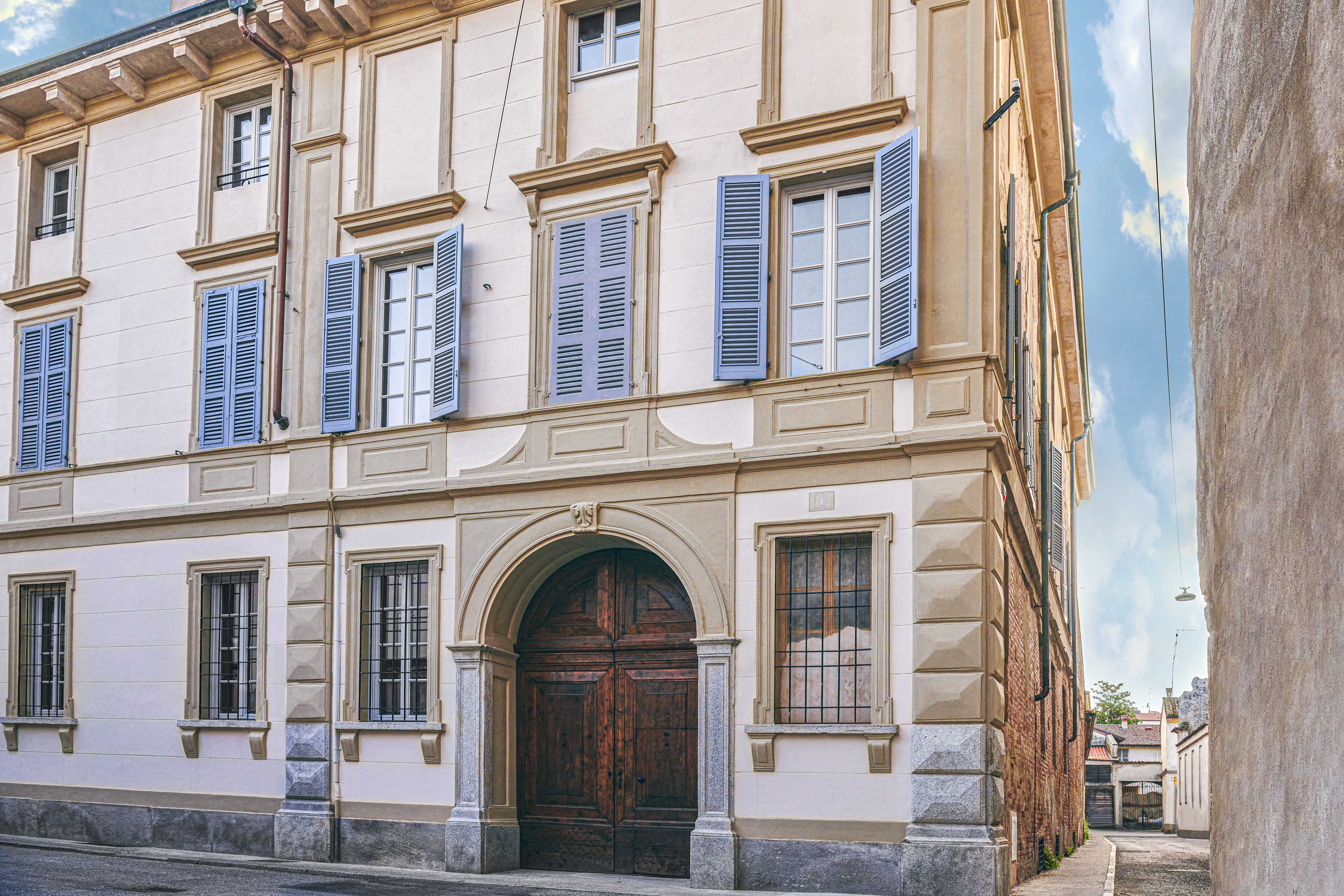
Ingresso principale di Palazzo Stauffer, sede dal 2015 della Fondazione Stauffer.

### Collezione Stauffer
Dal 1980 la Fondazione Stauffer, grazie al presidente Gambaro, iniziò l'acquisizione di alcuni capolavori della liuteria tradizionale cremonese, con l'acquisizione del violino, oggi detto Stauffer, di Giuseppe Guarneri del Gesù del 1734. Successivamente saranno acquisiti altri strumenti tra cui spiccano il violino Enrico Ceruti del 1868, la viola “Stauffer” di Andrea Amati del 1615 e il violoncello “Stauffer – ex Cristiani” di Antonio Stradivari del 1700. Gli strumenti sono esposti al Museo del Violino.